# Atentado de Gaziantep de 2016
El 20 de agosto de 2016, un terrorista suicida atacó una boda kurda en Gaziantep, Turquía. Más de 50 personas murieron y entre 69 y 94 personas resultaron heridas durante el ataque.

## Perpetrador
El Estado Islámico y el Partido de los Trabajadores de Kurdistán (PKK) fueron inicialmente acusados del ataque por parlamentarios del Partido de la Justicia y el Desarrollo (Turquía), aunque ningún grupo ha reclamado responsabilidad El presidente turco Recep Tayyip Erdoğan dijo que se creía que el atacante tenía entre 12 y 14 años. También declaró que el ataque probablemente había sido llevado a cabo por ISIS.

## Reacciones
- Arabia Saudita: El ministro de Relaciones Exteriores denunció fuertemente el ataque y apoyó las medidas de Turquía contra el terrorismo.[13]

- Azerbaiyán: El presidente Ilham Aliyev mandó una carta de condolencias al presidente turco.[13]

- Catar: El ministro de Exterior condenó el ataque y expresó el apoyo de Catar a Turquía para mantener la estabilidad y seguridad en la región.[13]

- Emiratos Árabes Unidos: El ministro de Relaciones Exteriores y Cooperación Internacional condenó el ataque y denunció todas las formas de terrorismo.[14][13]

- Egipto: El portavoz del ministro de Exterior, Ahmed Abu Zeid, destacó que "el pueblo egipcio se mantiene junto al pueblo turco en estos momentos críticos".[13]

- Estados Unidos: La embajada estadounidense condenó el ataque.[15]

- Francia: El presidente francés François Hollande condenó el ataque y ofreció condolencias a las autoridades y al pueblo de Turquía. El ministro de Exterior, Jean-Marc Ayrault, twiteó que "Francia está junto a Turquía después de este ataque cobarde".[16]

- Grecia: El ministro de Exterior condenó el ataque en su cuenta de Twitter.[15]

- Pakistán: El ministro de Exterior pakistaní condenó fuertemente publicando una declaración. "Pakistán condena este despreciable acto de terrorismo en los mayores términos posibles. Extendemos nuestras profundas simpatías y condolencias al pueblo hermano y al gobierno de Turquía. Nuestros pensamientos y oraciones están con todos aquellos que perdieron a sus seres queridos. También rezamos por la recuperación más pronta de la herida".[15][17]

- Palestina: El presidente Mahmoud Abbas denunció el ataque y ofreció condolencias a su contraparte turca, al pueblo turco y a los familiares de las víctimas.[13]

- Rusia: El presidente Vladímir Putin llamó al presidente Erdoğan para ofrecer condolencias después del ataque.[15]

- Suecia: El ministro de Relaciones Exteriores Margot Wallström "condenó vehementemente" el ataque.[13]

- Reino Unido: En su cuenta de Twitter, el embajador británico en Turquía, Richard Moore, condenó el ataque junto con ataques previos del PKK.[2]